# بیمارستان شهدا (قائن)
بیمارستان شهدا بیمارستان دولتی است که در استان خراسان جنوبی شهر قائن واقع شده است. این بیمارستان دارای ۱۲۰ تختخواب بوده و کاربری درمانی و آموزشی دارد.

## تاریخچه
این بیمارستان در سال ۱۳۴۵ در میدان ۱۷ شهریور قائن تأسیس شد و تا سال ۱۳۷۴ ظرفیت آن به ۶۴ تخت رسید. در سال ۱۳۷۸ با ساخت ساختمان جدید ظرفیت آن به ۹۶ تختخواب افزایش یافت و در سال ۱۳۸۷ ظرفیت آن به ۱۲۰ تخت افزایش یافت.

## بخش‌ها
بخشهای درمانی این بیمارستان شامل اطفال، اتاق عمل، اورژانس، جراحی زنان، جراحی مردان، داخلی دیالیز، زایشگاه و مراقبت های ویژه بوده و بخشهای پاراکیلینیک آن شامل داروخانه، آزمایشگاه، رادیولوژی، سی تی اسکن، سونوگرافی می‌باشد. این بیمارستان دارای درمانگاه تخصصی نیز می‌باشد.